# استفان اودونل
استفان اودونل (انگلیسی: Stephen O'Donnell؛ زادهٔ ۱۱ مهٔ ۱۹۹۲) بازیکن فوتبال اهل بریتانیا است.
از باشگاه‌هایی که در آن بازی کرده‌است می‌توان به باشگاه فوتبال سلتیک، باشگاه فوتبال لوتون تاون، باشگاه فوتبال کیلمارنوک، و باشگاه فوتبال پاتریک تیسل اشاره کرد.
وی همچنین در تیم‌های ملی فوتبال زیر ۲۱ سال اسکاتلند و اسکاتلند بازی کرده‌است.